# Bundesautobahn 14
Pour les articles homonymes, voir A14.
L'autoroute allemande 14 (Bundesautobahn 14 en allemand et BAB 14 en abrégé) est un axe autoroutier nord-sud, composé de deux tronçons encore séparés mais en projet de raccordement. Les deux parties totalisent une longueur de 248 kilomètres.

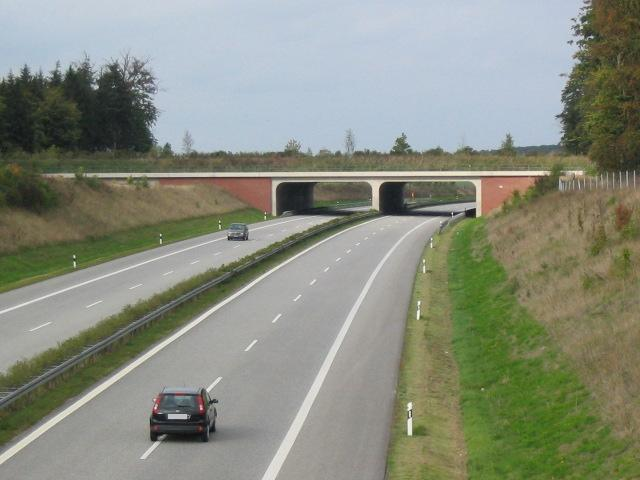
Vue de l'autoroute A14 près de Schwerin.

Une première partie se situe dans le nord de l'Allemagne dans le land de Mecklembourg-Poméranie-Occidentale. Ce tronçon relie les deux villes de Wismar et Schwerin. Elle reprend le tracé de l'ancienne autoroute A241.
La partie méridionale débute à partir de l'autoroute A2 près de Magdebourg dans le land de Saxe-Anhalt et rejoint l'autoroute A4 près de Dresde dans le land de Saxe. Ce tronçon dessert les villes de Halle et de Leipzig.